# Sobarocephala zeugma
Sobarocephala zeugma är en tvåvingeart som beskrevs av Willi Hennig 1938. Sobarocephala zeugma ingår i släktet Sobarocephala och familjen träflugor.
Artens utbredningsområde är Bolivia. Inga underarter finns listade i Catalogue of Life.